# Kirsten Knip
Kirsten Knip (Enkhuizen, 14 settembre 1992) è una pallavolista olandese, libero della Dynamo Apeldoorn.

## Carriera

### Club
La carriera di Kirsten Knip inizia giocando dal 2002 nelle giovanili del Madjoe di Enkhuizen, dal 2007 in quelle del Simokos e dal 2008 in quelle dell'HAN. Debutta nella A-League nella stagione 2010-11 quando viene ingaggiata dal TVC Amstelveen, con cui si aggiudica la Supercoppa olandese; nella stagione successiva passa all'Alterno.
Nell'annata 2012-13 si trasferisce allo Sliedrecht, club con il quale si aggiudica uno scudetto e una Supercoppa. Nella stagione 2014-15 va a giocare in Francia, nell'Istres, in Ligue A. Per l'annata 2015-16 è invece al club tedesco del Vilsbiburg, in 1. Bundesliga, mentre in quella seguente è sempre in Germania, ma si trasferisce al PTSV Aachen, dove rimane per tre stagioni.
Nel campionato 2019-20 disputa la Divizia A1 rumena con l'Alba-Blaj, vincendo il titolo nazionale, mentre nel corso del campionato seguente, precisamente nel dicembre 2020, fa ritorno allo Sliedrecht, conquistando lo scudetto. Nella stagione 2021-22 torna nella massima divisione francese, indossando la casacca del Saint-Cloud Paris SF, mentre in quella seguente è nuovamente di scena in quella tedesca, tornando al Vilsbiburg.
Nel campionato 2023-24 torna in patria, dove indossa la casacca della Dynamo Apeldoorn.

### Nazionale
Viene convocata nelle selezioni giovanili olandesi, esordendo quindi in nazionale maggiore nel 2012. Con la maglia oranje si si aggiudica la medaglia d'argento al campionato europeo 2015, il bronzo al World Grand Prix 2016 e l'argento al campionato europeo 2017; nella stessa competizione conquista il bronzo nell'edizione 2023.

## Palmarès

### Club
- Campionato olandese: 2

2012-13, 2020-21
- Campionato rumeno: 1

2019-20
- Supercoppa olandese: 2

2010, 2013